# 安藤正勝
安藤 正勝（あんどう まさかつ、天保13年3月15日（1842年4月25日） - 慶応2年9月13日（1866年10月21日））は、江戸時代末期の幕末志士。通称・鎌次。土佐藩足軽として久万村に生まれる。
出自は不明だが、多くの勤王志士たちと接触を持った挙句、藩内屈指の勤王論者となった。慶応年間になってから、京の土佐藩邸詰を仰せ付かり、そこで一時、坂本龍馬に師事。国事に関わるようになる。しかし、幕府によって三条大橋に長州藩を非難（罪状告発）する制札が立てられると、これに反発した正勝ら、過激派の志士は上士・宮川助五郎、同僚・藤崎吉五郎ら7名とともに制札撤去に乗り出す。その際、新選組に遭遇し悶着となり、宮川は捕縛、藤崎は斬殺され、正勝は負傷しながらも土佐藩邸まで存えることが出来たものの、騒ぎが大きくなるのを憂い自刃したという（三条制札事件）。傷が深く、とどめを刺すよう懇願したとも言われる。没した日付には諸説がある。
1898年（明治31年）、従五位が贈られている。